# Cochemiea conoidea
Cochemiea conoidea es una especie de planta suculenta perteneciente al género Cochemiea, dentro de la familia Cactaceae. Se distribuye desde el oeste de Texas hasta el noreste de México (hasta el estado de Veracruz) y anteriormente se le conocía como Neolloydia conoidea.

## Descripción

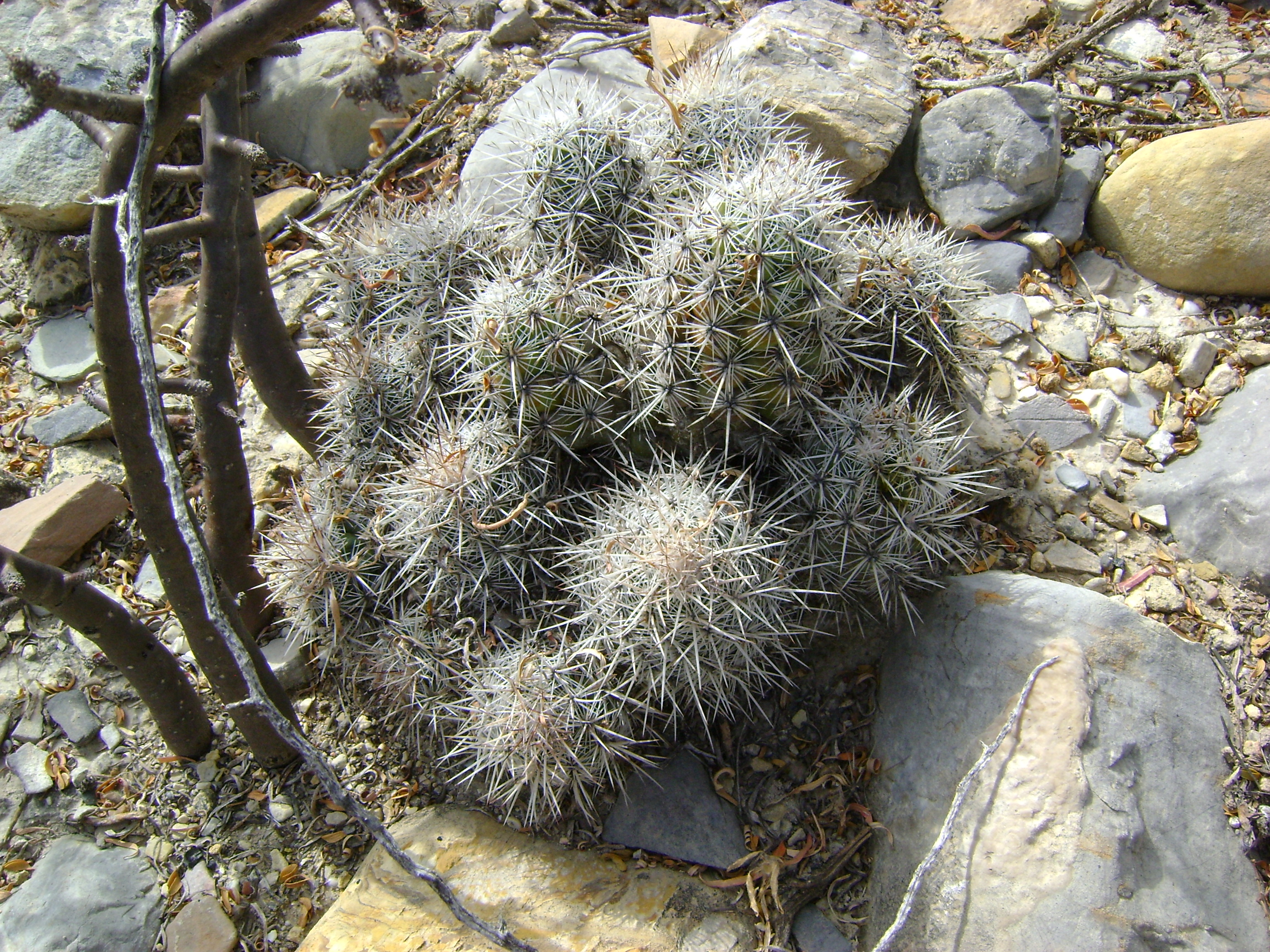
Vista de la planta

Cochemiea conoidea es una especie de cactus que puede crecer tanto de forma individual como formando cojines sueltos. Los tallos son de color verde a ligeramente amarillento y suelen tener ápices lanudos blanquecinos. Su forma va de esférica a cilíndrica y crecen de 5 a 24 cm de alto y de 3 a 6 cm de diámetro. Las costillas están poco desarrolladas o completamente ausentes.

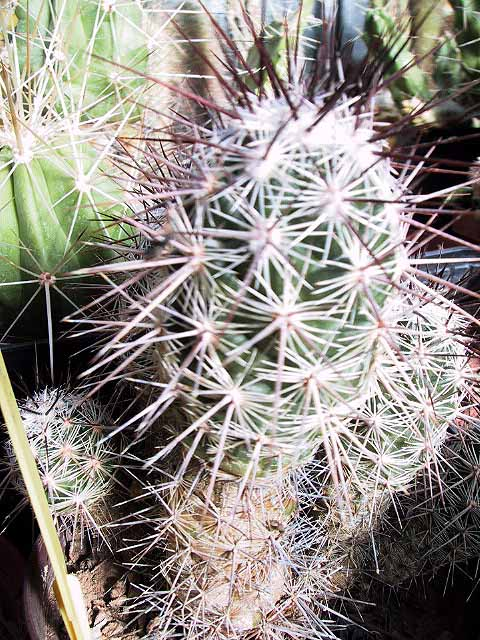
Tallo y espinas

Los tallos están cubiertos de tubérculos cónicos dispuestos en espiral, que miden entre 0,3 y 1 cm de largo y entre 0,6 y 1 cm de ancho. Sobre ellos se asientan areolas dimórficas de 3 a 5 mm de tamaño que están separadas entre sí entre 8 y 12 mm y tienen un surco areolar. En ellas se distingue 1 única espina central fuerte (que también puede faltar), de color marrón rojizo, recta y saliente, que crece de 0,5 a 2,5 cm de largo. También hay aproximadamente de 15 a 16 espinas radiales.

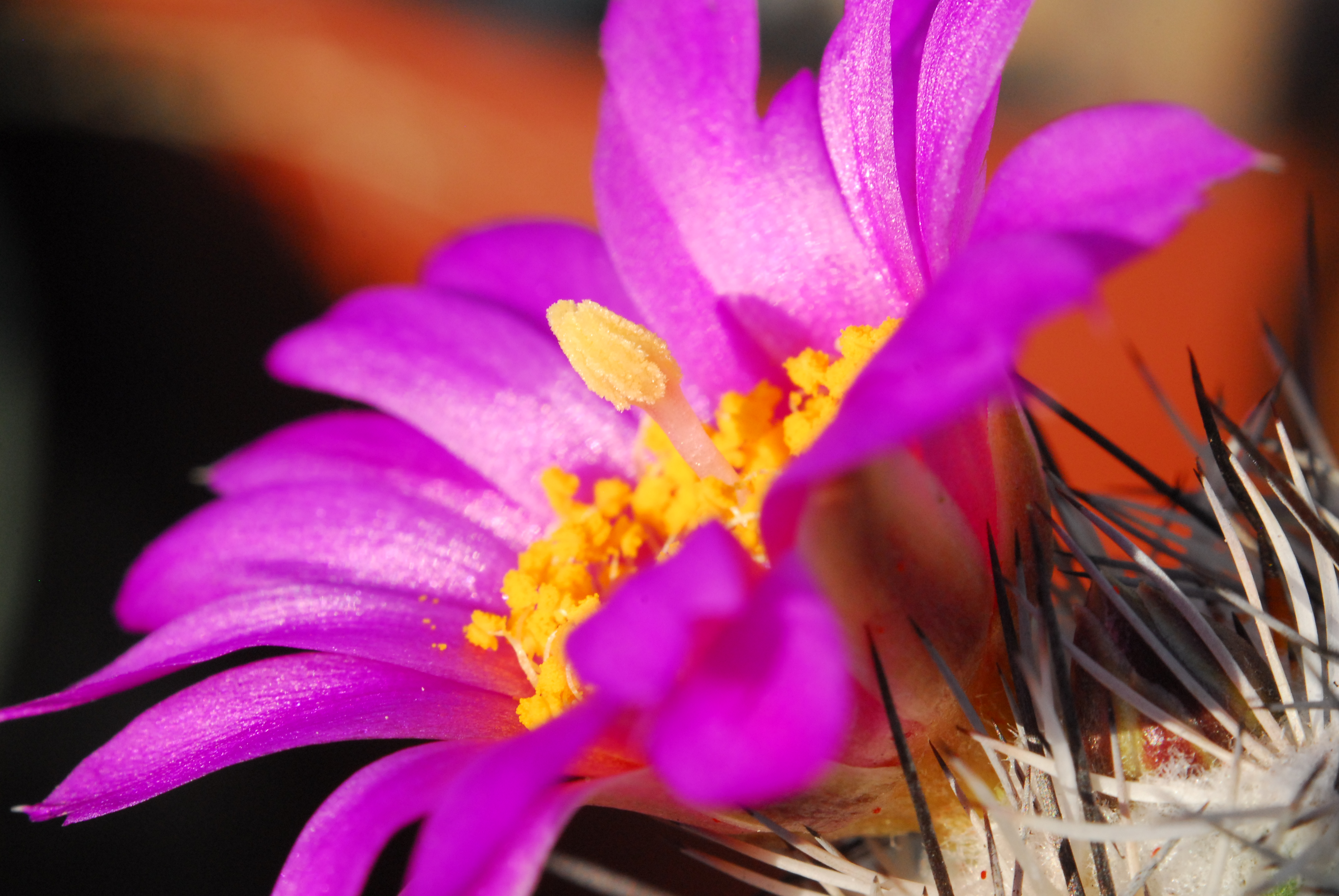
Detalle de la flor

Las flores tienen forma de embudo y son de color púrpura. Miden de 2 a 3 cm de largo y tienen un diámetro de 4 a 6 cm. Los tépalos externos de las flores son blanquecinos con nervaduras centrales verdes y los tépalos internos son de color rosa brillante a magenta. Los frutos son de color amarillo oliva pálido y contienen semillas negras en su interior.

## Distribución y hábitat

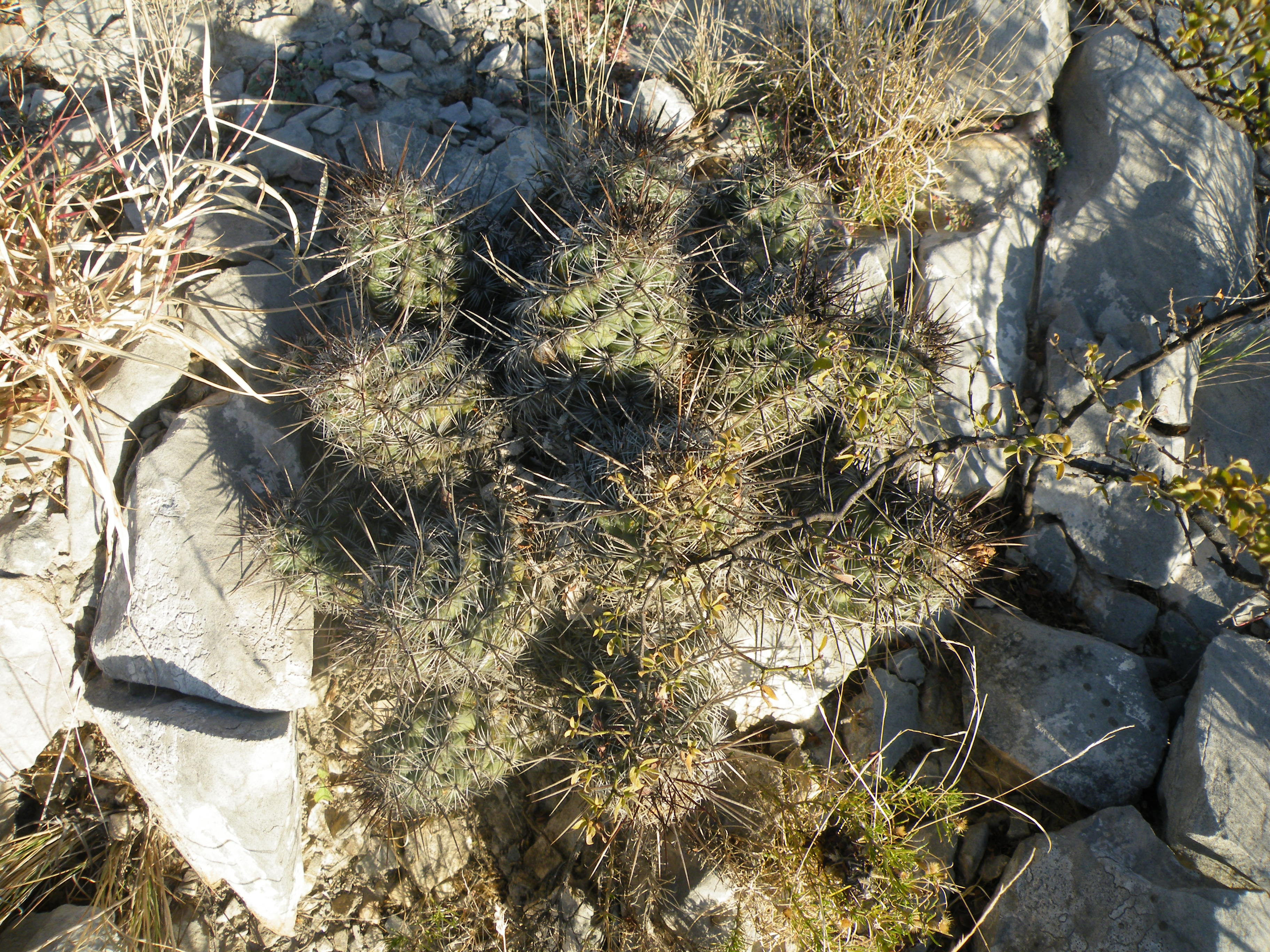
Planta en su hábitat

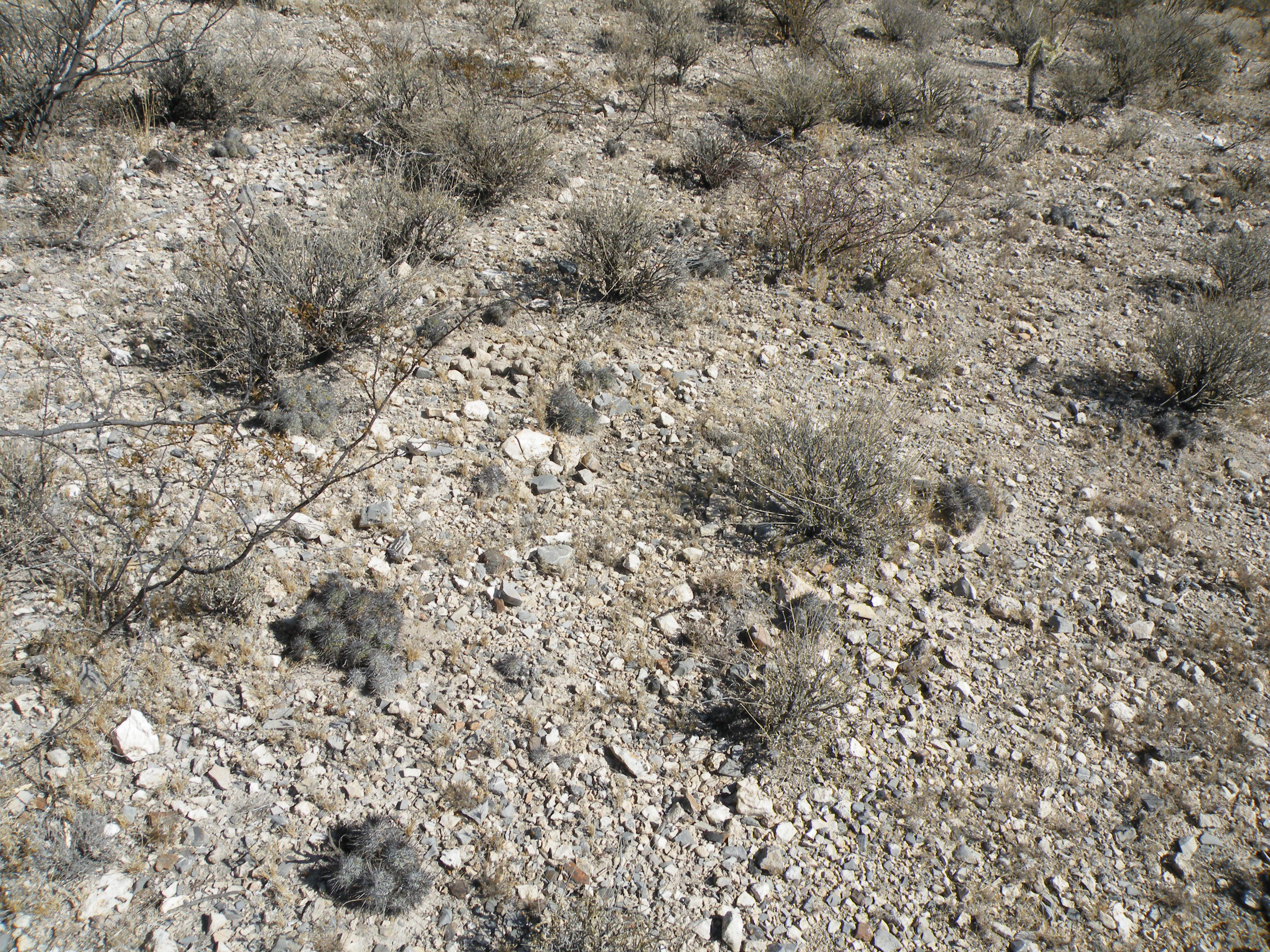
Hábitat

El área de distribución nativa de esta especie va desde el oeste de Texas hasta el noreste de México (hasta el estado de Veracruz) y crece principalmente en el bioma desértico o de matorral seco, a elevaciones de 550 a 2400 metros de altitud.

## Taxonomía
La primera descripción de esta especie fue como Mammillaria conoidea, publicada en 1828 por el botánico suizo Augustin Pyrame de Candolle en la revista ilustrada Mémoires du Muséum d'Histoire Naturelle 17: 112.
Posteriormente, los botánicos Peter B. Breslin y Lucas C. Majure colocaron la especie en el género Cochemiea, pasando a llamarse Cochemiea conoidea y anotando estos cambios en la revista científica Taxon 70: 319 en el año 2021.
Etimología
- Cochemiea: nombre genérico que hace referencia a la tribu indígena Cochimí, que en el pasado ocupó un gran territorio de Baja California y cuya área es parte del área de distribución natural de este género.
- conoidea: epíteto específico latino que significa "cónico" o "como un cono", haciendo referencia a la forma cónica de los tallos.[7]

Sinonimia
- Cactus conoideusTexto pequeño (DC.) Kuntze (1891)
- Cactus coronatus Kuntze (1891)
- Cactus crebrispinus Kuntze (1891)
- Cactus echinocactoides Kuntze (1891)
- Cactus grandiflorus (Link & Otto ex Pfeiff.) Kuntze (1891)
- Coryphantha ceratites (Quehl) A.Berger (1929)
- Coryphantha conoidea (DC.) Orcutt (1922)
- Coryphantha stuetzlei Frič (1926)
- Echinocactus conoideus (DC.) Poselg. (1853)
- Mammillaria ceratites Quehl (1909)
- Mammillaria conoidea DC. (1828)
- Mammillaria coronata Scheidw. (1840)
- Mammillaria crebrispina DC. (1828)
- Mammillaria diaphanacantha Lem. (1838)
- Mammillaria echinocactoides Pfeiff. (1840)
- Mammillaria grandiflora Link & Otto ex Pfeiff. (1837)
- Mammillaria inconspicua Scheidw. (1838)
- Mammillaria lloydii Cory (1937)
- Mammillaria polychlora Scheidw. ex C.F.Först. (1846)
- Mammillaria scheeri Muehlenpf. (1845)
- Mammillaria strobiliformis Engelm. (1848)
- Neolloydia ceratites (Quehl) Britton & Rose (1923)
- Neolloydia conoidea (DC.) Britton & Rose (1922)
- Neolloydia conoidea var. ceratites (Quehl) Kladiwa & Fittkau (1971)
- Neolloydia conoidea var. depressa Frič (1924)
- Neolloydia conoidea var. grandiflora (Link & Otto ex Pfeiff.) Kladiwa & Fittkau (1971)
- Neolloydia conoidea var. texensis (Britton & Rose) Kladiwa & Fittkau (1971)
- Neolloydia grandiflora (Link & Otto ex Pfeiff.) F.M.Knuth (1936)
- Neolloydia grandiflora var. robusta Říha (1981)
- Neolloydia stuetzleri Orcutt (1926)
- Neolloydia texensis Britton & Rose (1923)
- Pediocactus conoideus (DC.) Halda (1998)

## Estado de conservación

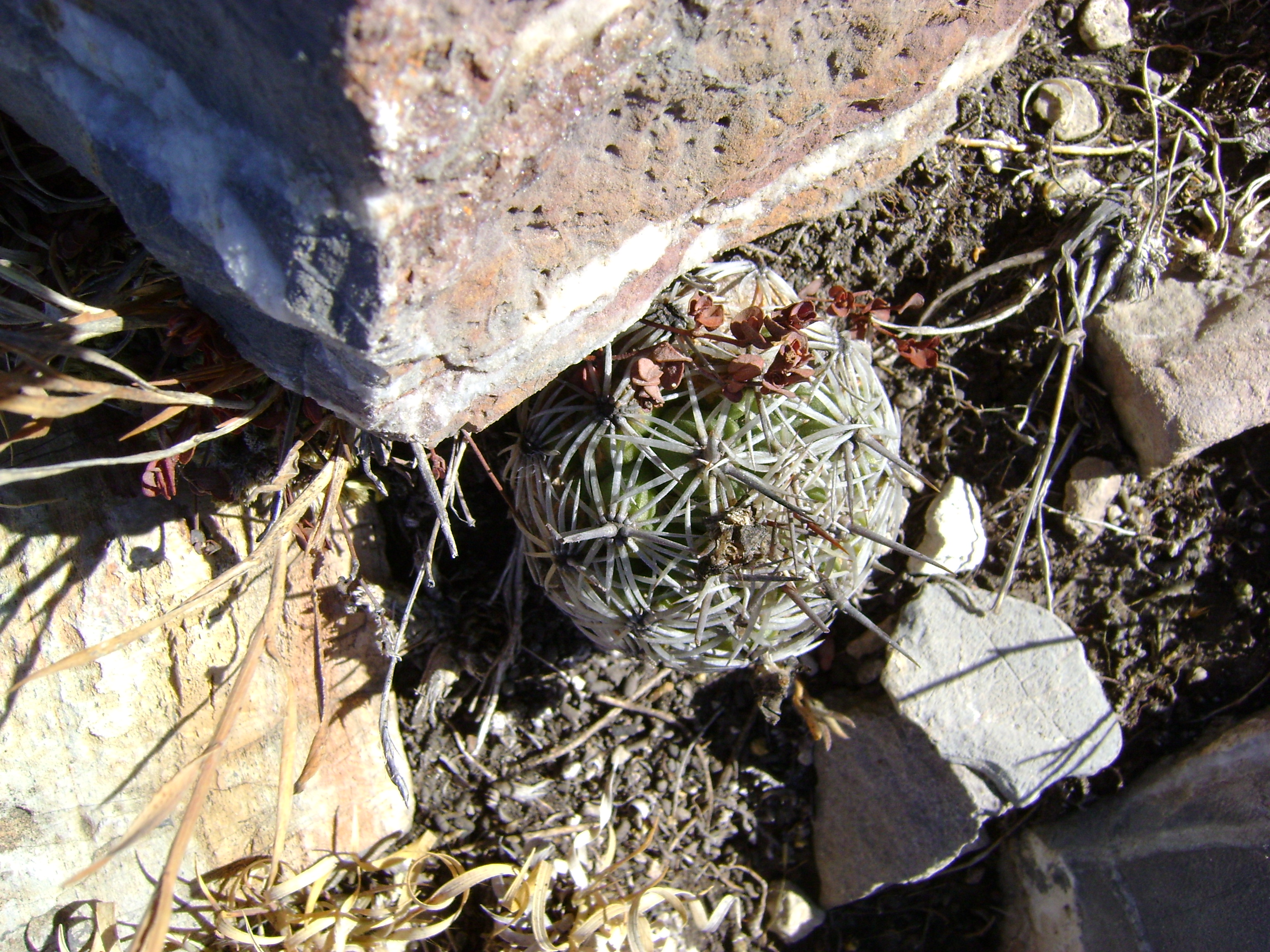
Creciendo entre rocas

En la Lista Roja de Especies Amenazadas de la UICN, la especie está clasificada como de “Preocupación Menor (LC)”.

## Usos

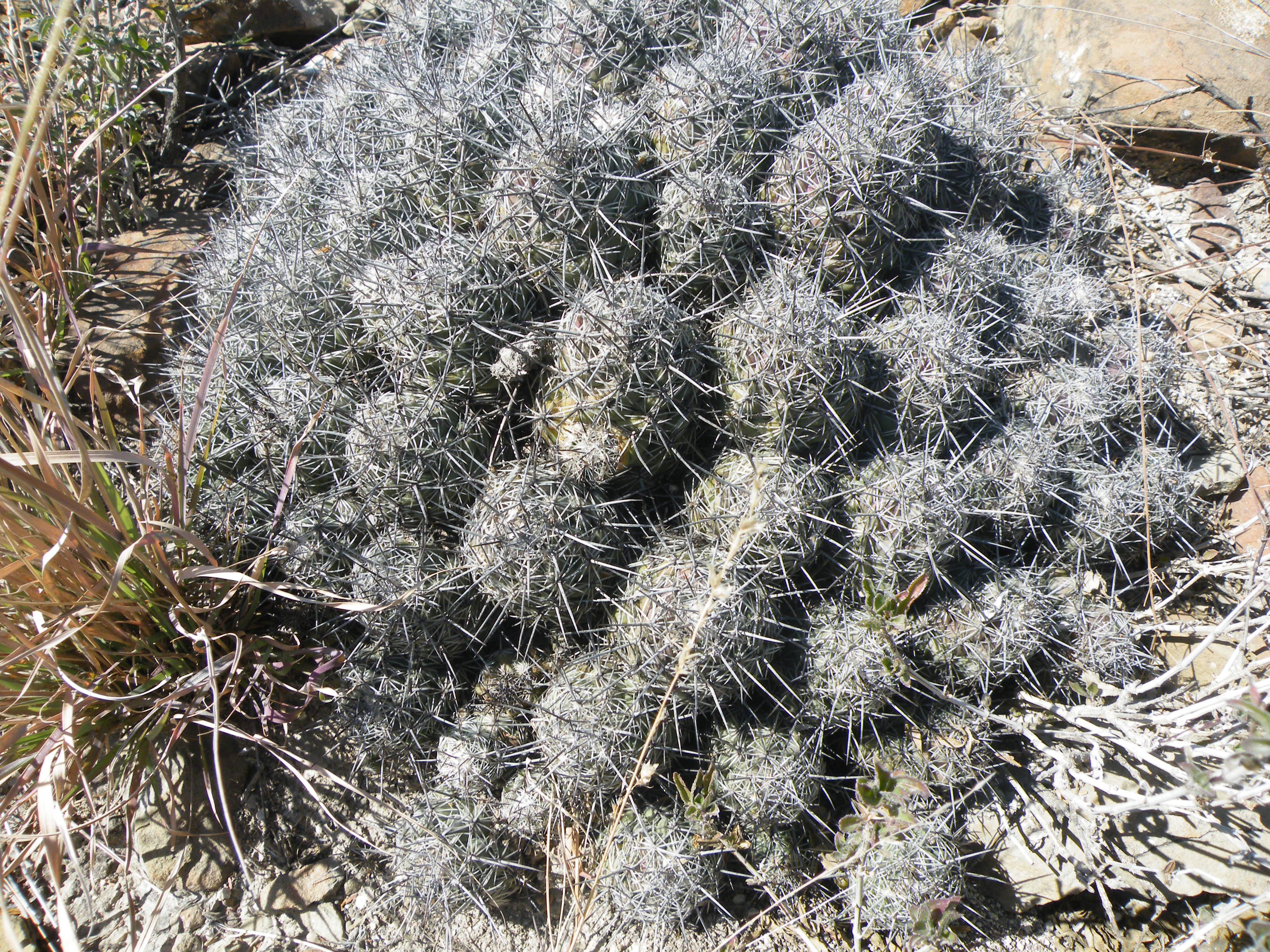
Grupo de individuos

Se cultiva principalmente como planta ornamental y su propagación se realiza a través de esquejes o semillas.